# Кубок европейских чемпионов по волейболу среди женщин 1978/1979
19-й розыгрыш Кубка европейских чемпионов по волейболу среди женщин проходил с 3 ноября 1978 по 11 февраля 1979 года с участием 20 клубных команд стран-членов Европейской конфедерации волейбола (ЕКВ). Финальный этап был проведён в Измире (Турция). Победителем турнира впервые стала команда ЦСКА «Септемврийско Знаме» (София, Болгария).

## Команды-участницы
| Страна       | Команда                            |                           |
| ------------ | ---------------------------------- | ------------------------- |
| Австрия      | «Пост» (Вена)                      | Чемпион Австрии 1978      |
| Албания      | «Динамо» (Тирана)                  | Чемпион Албании 1978      |
| Бельгия      | «Хермес» (Остенде)                 | Чемпион Бельгии 1978      |
| Болгария     | ЦСКА «Септемврийско Знаме» (София) | Чемпион Болгарии 1978     |
| Венгрия      | НИМ ШЕ (Будапешт)                  | Чемпион Венгрии 1978      |
| ГДР          | «Динамо» (Берлин)                  | Чемпион ГДР 1978          |
| Греция       | «Панатинаикос» (Афины)             | Чемпион Греции 1978       |
| Италия       | «Нельсен» (Реджо-нель-Эмилия)      | Чемпион Италии 1978       |
| Нидерланды   | «Ван Хутен» (Херлен)               | Чемпион Нидерландов 1978  |
| Норвегия     | НИХИ (Осло)                        | Чемпион Норвегии 1978     |
| Польша       | «Чарни» (Слупск)                   | Чемпион Польши 1978       |
| Португалия   | «Лейшойнш» (Матозиньюш)            | Чемпион Португалии 1978   |
| Румыния      | «Динамо» (Бухарест)                | Чемпион Румынии 1978      |
| Турция       | «Эджзаджибаши» (Стамбул)           | Чемпион Турции 1978       |
| Финляндия    | «Кархулан Вейкот» (Котка)          | Чемпион Финляндии 1978    |
| Франция      | «Пари ЮК» (Париж)                  | Чемпион Франции 1978      |
| ФРГ          | «Шверте» (Шверте)                  | Чемпион ФРГ 1978          |
| Чехословакия | «Славия» (Братислава)              | Чемпион Чехословакии 1978 |
| Швейцария    | «Уни» (Базель)                     | Чемпион Швейцарии 1978    |
| Швеция       | «Соллентуна» (Соллентуна)          | Чемпион Швеции 1978       |
| Югославия    | «Црвена Звезда» (Белград)          | Чемпион Югославии 1978    |

## Система проведения розыгрыша
В турнире принимали участие чемпионы 20 стран-членов ЕКВ. Соревнования состояли из 1-го раунда, 1/8 и 1/4 финалов плей-офф и финального этапа.
Финальный этап состоял из однокругового турнира с участием четырёх победителей четвертьфинальных пар.
От участия отказался чемпион СССР 1978 «Уралочка» (Свердловск).

## 1-й раунд
3—18.11.1978
 «Хермес» (Остенде) —  НИХИ (Осло)
3 ноября. 3:0 (15:3, 15:0, 15:4).
4 ноября. 3:0 (15:2, 15:2, 15:6).
 «Кархулан Вейкот» (Котка) —  «Соллентуна»
4 ноября. 3:2 (15:7, 7:15, 15:1, 14:16, 16:14).
11 ноября. 1:3 (1:15, 8:15, 15:13, 14:16).
 «Лейшойнш» (Матозиньюш) —  ЦСКА «Септемврийско Знаме» (София)
11 ноября. 0:3 (1:15, 10:15, 4:15).
18 ноября. 0:3 (2:15, 2:15, 1:15).
 «Динамо» (Бухарест) —  «Панатинаикос» (Афины)
 ?:?
 ?:?
 «Динамо» (Тирана) —  «Пост» (Вена)
отказ команды «Пост».

## 1/8 финала
6—17.12.1978
 «Хермес» (Остенде) —  «Нельсен» (Реджо-нель-Эмилия)
6 декабря. 0:3 (10:15, 4:15, 5:15).
16 декабря. 1:3.
 «Соллентуна» —  ЦСКА «Септемврийско Знаме» (София)
9 декабря. 0:3 (3:15, 14:16, 10:15).
16 декабря. 0:3 (7:15, 1:15, 3:15).
 НИМ ШЕ (Будапешт) —  «Пари ЮК» (Париж)
9 декабря. 3:0 (15:9, 15:2, 15:3).
16 декабря. 3:0 (15:12, 15:2, 15:7)
 «Динамо» (Берлин) —  «Шверте»
9 декабря. 3:0 (15:7, 15:7, 15:12).
16 декабря. 3:0 (15:7, 15:7, 15:12).
 «Динамо» (Бухарест) —  «Ван Хутен» (Херлен)
9 декабря. 3:0 (15:7, 15:4, 15:5).
16 декабря. 3:1 (15:8, 15:13, 8:15, 15:10).
 «Славия» (Братислава) —  «Динамо» (Тирана)
9 декабря. 1:3 (13:15, 8:15, 15:13, 7:15).
16 декабря. 3:1 (15:9, 14:16, 15:9, 15:9). Общий счёт игровых очков по сумме двух матчей 102:101.
 «Уни» (Базель) —  «Эджзаджибаши» (Стамбул)
9 декабря. 0:3.
17 декабря. 0:3 (12:15, 8:15, 5:15).
 «Чарни» (Слупск) —  «Црвена Звезда» (Белград)
3:0 (15:10, 15:4, 15:8).
3:0 (15:5, 15:12, 15:10).

## Четвертьфинал
13—20.01.1979
 ЦСКА «Септемврийско Знаме» (София) —  «Чарни» (Слупск)
13 января. 3:1 (15:10, 12:15, 15:7, 15:9).
20 января. 3:1 (13:15, 15:8, 15:7, 15:10).
 «Эджзаджибаши» (Стамбул) —  НИМ ШЕ (Будапешт)
13 января. 0:3 (12:15, 6:15, 11:15)..
20 января. 0:3 *(1:15, 4:15, 3:15).
 «Динамо» (Берлин) —  «Динамо» (Бухарест)
13 января. 3:0 (15:9, 15:4, 15:11).
20 января. 1:3.
 «Славия» (Братислава) —  «Нельсен» (Реджо-нель-Эмилия)
14 января. 3:0 (15:8, 15:7, 15:8).
20 января. 3:2 (13:15, 11:15, 15:10, 16:14, 15:8).

## Финальный этап
9—11 февраля 1979.  Измир.
Участники:
 «Славия» (Братислава)

 НИМ ШЕ (Будапешт)

 ЦСКА «Септемврийско Знаме» (София)

 «Динамо» (Берлин)
Команды-участницы провели однокруговой турнир, по результатам которого определена итоговая расстановка мест.

### Результаты
| М | Команда                            | 1   | 2   | 3   | 4   | И | В | П | С/П | О |
| - | ---------------------------------- | --- | --- | --- | --- | - | - | - | --- | - |
| 1 | ЦСКА «Септемврийско Знаме» (София) |     | 3:0 | 1:3 | 3:0 | 3 | 2 | 1 | 7:3 | 5 |
| 2 | НИМ ШЕ (Будапешт)                  | 0:3 |     | 3:1 | 3:0 | 3 | 2 | 1 | 6:4 | 5 |
| 3 | «Динамо» (Берлин)                  | 3:1 | 1:3 |     | 2:3 | 3 | 1 | 2 | 6:7 | 4 |
| 4 | «Славия» (Братислава)              | 0:3 | 0:3 | 3:2 |     | 3 | 1 | 2 | 3:8 | 4 |

9 февраля
 ЦСКА «Септемврийско Знаме» —  НИМ ШЕ
3:0 (15:9, 16:14, 15:2)
 «Славия» —  «Динамо»
3:2 (15:13, 15:13, 14:16, 8:15, 15:13)
10 февраля
 «Динамо» —  ЦСКА «Септемврийско Знаме»
3:1 (15:10, 11:15, 15:10, 15:8)
 НИМ ШЕ —  «Славия» 
3:0 (15:3, 15:10, 15:5)
11 февраля
 НИМ ШЕ —  «Динамо»
3:1 (15:12, 9:15, 15:12, 16:14)
 ЦСКА «Септемврийско Знаме» —  «Славия»
3:0 (15:10, 15:4, 15:9)

### Итоги

#### Положение команд
| ЦСКА «Септемврийско Знаме» (София) |
| НИМ ШЕ (Будапешт)                  |
| «Динамо» (Берлин)                  |
| 4. «Славия» (Братислава)           |

#### Призёры
ЦСКА «Септемврийско Знаме» (София): Мария Минева, Верка Стоянова, Румяна Каишева, Майя Стоева, Ваня Русинова-Манова, Цветана Божурина, Катюша Мичева, Елена Шаханова, Лидия Танчева, Соня Йовчева. Тренер — Митко Димитров.
  НИМ ШЕ (Будапешт): Луция Банхедь-Радо, Илона Бузек-Маклари, Каталин Штейнер-Папп, Каталин Халас-Марчиш, Ирма Анкер, Дьёндь Барди, Маргит Пайер-Салаи, Беата Бернат, Жужа Сабо, Эва Барна. Тренер — Йенё Ковач.
  «Динамо» (Берлин): Элке Рацувайт, Хайке Леман, Ингрид Мерзвяк, Кристине Муммхардт, Хайдрун Ланганки, Элке Деттман, Барбара Чекалла, Хермине Шрёдтер, Функ, Линке, Кноблох, Шрёдер. Тренер — Зигфрид Кёлер.